# Квинт Фабий Барбар Валерий Магн Юлиан
Квинт Фабий Барбар Валерий Магн Юлиан (лат. Quintus Fabius Barbarus Valerius Magnus Iulianus) — римский политический деятель конца I века.
Происходил он из Нарбонской Галлии или из Испании. Отцом или дедом Юлиана был консул-суффект 64 года Квинт Фабий Барбар Антоний Макр. В правление императора Нервы он находился на посту легата III Августова легиона, дислоцировавшегося в Африке. В 99 году Юлиан занимал должность консула-суффекта с Авлом Цецилием Фаустином.